# Dysdera fuscipes
Dysdera fuscipes là một loài nhện trong họ Dysderidae.
Loài này thuộc chi Dysdera. Dysdera fuscipes được Eugène Simon miêu tả năm 1882.